# 萊辛頓大道-63街車站
萊辛頓大道-63街車站（英語：Lexington Avenue–63rd Street station），曾名「萊辛頓大道車站」（英語：Lexington Avenue station），是美國紐約地鐵一個位於曼哈頓萊諾克斯山的跨月台轉車站，由IND和BMT63街線共用。車站位於萊辛頓大道和63街交界，設有F線（任何時候停站）、Q線（任何時候停站）及N線（僅繁忙時段停站）列車服務。車站設有兩個月台層，南行往下城和布魯克林的列車使用上層，北行往上城和皇后區的列車使用下層。這是地鐵系統需要若干長電梯的車站之一。
此站的工程在1969年開工，但受到城市的財政危機影響，車站直至1989年才開放。起初車站是作為第六大道-皇后區列車和百老匯-第二大道列車之間的轉乘，故此設計成可改建為跨月台轉乘。然而1975年車站興建時，第二大道線的工程遭到擱置。因此，第二大道線側即BMT側，以橘色磚牆封起。另外，第三大道預留的出口也未有使用。當第六大道線側在1989年開放時，另一側只用於儲存百老匯線列車。車站看起來就像每層只有一個側式月台。
不過2007年第二大道地鐵的工程復工，作為路線工程的一部分，車站的BMT側終於可以使用。橘色牆予以拆除，並以臨時圍板取代。從未開放的第三大道出口重新編配若干升降機，車站的假天花也予以拆除。第二大道線開始營運前，臨時圍板也拆除展現車站的BMT側。2017年1月1日，第二大道線一期啟用，Q線和部分繁忙時段N線列車服務BMT側車站。第三大道出口啟用以及Q線列車通車後，乘客量明顯上升，許多乘客開始使用此站跨月台轉乘F線和Q線。

## 車站結構
| G    | 街道層                | 出入口、MetroCard出站轉乘 線，萊辛頓大道／59街                                                       |
| 6M   | 萊辛頓大道夾層        | 閘機、車站詢問處、MetroCard自動售票機、往月台升降機（在分開的閘區） 升降機位於63街以北萊辛頓大道以西 |
| 6M   | 第三大道夾層          | 閘機、車站詢問處、MetroCard自動售票機、往月台升降機 升降機位於第三大道及63街西北角                   |
| 5M   | -                     | 扶手電梯/樓梯降落層                                                                                  |
| 4M   | -                     | 扶手電梯/樓梯降落層、月台轉乘層                                                                      |
| UP   | 南行                  | 經布萊頓往康尼島-斯提威爾大道（尖峰時段 經海灘往康尼島-斯提威爾大道）（57街-第七大道）               |
| UP   | 島式月台，左/右側開門 | |
| UP   | 南行                  | 經卡爾弗往康尼島-斯提威爾大道（57街）                                                                |
| LP   | 北行                  | （尖峰時段） 往96街（72街）                                                                          |
| LP   | 島式月台，左/右側開門 | |
| LP   | 北行                  | 往牙買加-179街（羅斯福島）                                                                           |
| 下層 | 1號軌道               | 長島鐵路東城連接線（興建中）                                                                         |
| 下層 | 2號軌道               | 長島鐵路東城連接線（興建中）                                                                         |

萊辛頓大道入口西北角設有兩條短扶手電梯和一條樓梯；西南角設有一條樓梯；升降機群轉角還有一部隱藏的短升降機。閘機區設有兩條長扶手電梯和樓梯到達中間層，然後再兩條短扶手電梯和一對樓梯到達下夾層。此處，管頭分開，各有兩條扶手電梯和樓梯前往各自的月台。月台升降機本身設有自己的閘機，並停夾層、上層月台和下層月台。
車站的上層和下層分別位於地面以下140英呎和155英呎，成為紐約地鐵最深的車站之一。車站建得如此之深是因為需要下穿IRT萊辛頓大道線以及其他已有的基礎建設，另外IND隧道還要在東面下穿東河。萊辛頓大道的原初夾層設有8條扶手電梯、4條樓梯和兩部升降機連接月台。同時還有內建兩條扶手電梯以及一條樓梯，還有只有一條樓梯的出入口，由地面到萊辛頓大道的閘機夾層。月台層之間東端升降機後方還有兩條額外的樓梯。月台層之間已開始興建第三條樓梯。
第三大道的東夾層連同月台的樓梯井，在1980年代已經部分完工，但未有與車站其餘部分一同啟用。與萊辛頓大道側相同的竪井設有一個樓梯井，以及預計將支撐扶手電梯的若干支柱。樓梯上升至上夾層，但其街道入口已經封鎖。此部分在第二大道線工程時翻新，而竪井則予以拆除 。第二大道線兩個新的入口將增加兩條樓梯和兩條扶手電梯，以及五部升降機（一部地面到夾層，四部夾層到月台）。第三大道入口和夾層在2016年12月30日開放。

## 延伸閱讀
- . The Launch Box. October 21, 2012. （原始内容存档于December 20, 2016）.

## 外部連結
- nycsubway.org—Second Avenue Line: Lexington Avenue–63rd Street
- The Subway Nut – Lexington Avenue-63 Street （页面存档备份，存于）
- Lexington Avenue entrance from Google Maps Street View
- 63rd Street western elevator from Google Maps Street View （页面存档备份，存于）
- Third Avenue entrance under construction from Google Maps Street View （页面存档备份，存于）
- 63rd Street eastern elevator under construction from Google Maps Street View （页面存档备份，存于）
- Upper platform under construction from Google Maps Street View （页面存档备份，存于）
- Upper platform already open from Google Maps Street View
- Third Avenue mezzanine from Google Maps Street View （页面存档备份，存于）
- Intermediate level from Google Maps Street View （页面存档备份，存于）